# Carlo Stefano Anastasio Ciceri
Pour les articles homonymes, voir Ciceri.
 Carlo Stefano Anastasio Ciceri (né en 1616 à Côme, province de Côme en Lombardie, alors sous domination espagnole, et mort le 24 juin 1694 à Novo Como) est un cardinal italien de la fin du XVIIe siècle. Il est de la famille du pape Innocent XI. 

## Biographie
Carlo Stefano Anastasio Ciceri est gouverneur de villes et de provinces dans les États pontificaux. Il exerce des fonctions au Tribunal suprême de la Signature apostolique et à la Congrégation du Concile.
Il est nommé évêque d'Alexandrie (Italie) en 1659 et transféré au diocèse de Côme en 1670. 
Mgr Ciceri est créé cardinal par le pape Innocent XI lors du consistoire du 2 septembre 1686. 
Le cardinal Ciceri participe au conclave de 1689, lors duquel Alexandre VIII est élu pape et à celui de 1791 (élection d'Innocent XII).
Il meurt le 24 juin 1694 à Novo Como, à l'âge de 78 ans.

## Sources
- Fiche du cardinal Carlo Stefano Anastasio Ciceri sur le site fiu.edu